# Let Down (Radiohead)
Let Down è un brano musicale del gruppo musicale britannico Radiohead, presente nel terzo album in studio OK Computer del 1997.
In un primo momento doveva essere il primo singolo estratto dall'album, ma fu poi scelta "Paranoid Android", che insieme a "Karma Police" ha consolidato la fama della band. Alla fine non fu pubblicato un singolo relativo alla canzone in quanto il gruppo rimase insoddisfatto del video musicale prodotto, che non venne mai distribuito.

## Successo
"Let Down" si è aggiudicata il secondo posto nella classifica proposta da NME, che chiedeva ai fan dei Radiohead quale delle loro canzoni avrebbero voluto sentire al V Festival del 2006, mentre "Just" ha raggiunto il primo posto.

## Classifiche
| Classifica (2025) | Posizione massima |
| ----------------- | ----------------- |
| Canada            | 83                |
| Irlanda           | 81                |
| Regno Unito       | 85                |
| Stati Uniti       | 112               |

## Cover
Nel 2006 la leggenda del raggae Toots & the Maytals ha inciso una cover di "Let Down" per Radiodread (degli Easy Star All-Stars), un completo rifacimento di OK Computer in chiave ska, dub e reggae.